# Ferrocianeto de sódio
Ferrocianeto de sódio, também conhecido como hexacianoferrato tetrassódico or hexacianoferrato (II) de sódio, é um composto de coordenação de fórmula Na4Fe(CN)6 o qual forma cristais semitransparentes amarelos a temperatura ambiente, os quais se decompõe no seu ponto de ebulição. É solúvel em água e insolúvel em álcool, e a solução pode reagir com ácido ou fotodecompor-se liberando gás cianeto de hidrogênio.
Na sua forma hidratada, Na4Fe(CN)6•10H2O (ferrocianeto de sódio decahidrato), ele é genericamente conhecido como prussiato de soda amarelo.
O ferrocianeto de sódio está relacionado com toxicidade renal, sendo porém seguro seu consumo nas concentrações usuais.

## Usos
Como prussiato de soda amarelo, é adicionado ao sal, tanto bruto quanto alimentício, como um agente antiaglomerante de alimentos comercializados na forma de pó (como pré-formulações para bolos), com o número E E535, juntamente com o ferrocianeto de cálcio (hexacianoferrato de cálcio) (E 536) e é aprovado para o uso em sal de cozinha e substituição de sal de cozinha com uma restrição de quantidade máxima no máximo de 20 mg/Kg. É usado também na indústria de vinho, para o clareamento e a harmonização de vinhos, quanto ao seu teor de tanino e outros, no que é chamado em alemão de Schönung, cuja melhor tradução seria "embelezamento".
Quando combinado com ferro, ele converte-se num pigmento azul profundo o qual é o principal componente do azul da Prússia. Em fotografia é usado para descoloração, tonalização e fixação. É usado como estabilizador para o revestimento em hastes de solda. Na indústria do petróleo é usado para a remoção de mercaptanos.